# Günter Sarge
Günter Sarge (* 30. Dezember 1930 in Gutenfeld; auch Günther Sarge; † 5. März 2019 in Grünheide) war ein deutscher Jurist, Präsident des Obersten Gerichts der Deutschen Demokratischen Republik und Generalmajor der Nationalen Volksarmee (NVA).

## Leben
Der Sohn eines Arbeiters wuchs im samländischen Arnau auf. Er besuchte bis 1945 die Volksschule. Nach der Vertreibung, bei der er von seiner Familie getrennt wurde, wurde er in einem Kinderheim in Graal-Müritz untergebracht. 1948 traf er seine Familie im mecklenburgischen Tutow wieder.
Sarge war zunächst Landarbeiter im Havelland. Am 17. März 1949 erfolgte sein Eintritt in die Deutsche Volkspolizei (VP), wo er eine Offiziersausbildung absolvierte. Er war zuerst in Brandenburg-Görden  in der 4. Polizeibereitschaft des Landes Brandenburg tätig. Seine Einheit wurde im September 1949 nach Dessau und im Frühjahr 1950 in das thüringische Apolda verlegt, wo die Einheit im Dezember 1950 ohne Angabe von Gründen aufgelöst wurde.
Im September 1949 erfolgte die Beförderung Sarges zum Hauptwachtmeister, am 1. Mai 1950 zum Polizeimeister, noch im selben Jahr zum Oberkommissar und 1951 zum Volkspolizeirat. Im selben Jahr wurde er Politlehrer in Naumburg.
Ab dem 1. März 1953 besuchte Sarge in Dresden einen speziellen juristischen Lehrgang für Volkspolizisten, der ihn auf eine Verwendung in der Militärjustiz vorbereiten sollte. Nach Abschluss des Lehrgangs im Dezember 1953  wurde er der Abteilung Gerichtsaufsicht in der Zentrale der Kasernierten Volkspolizei (KVP) zugeteilt und mit den Vollmachten eines Staatsanwalts zur Haftanstalt der Kasernierten Volkspolizei in Berlin-Köpenick delegiert. 1954 wurde er Stellvertreter des Dienststellenleiters Fritz Strauch. 1956 wurde er stellvertretender Leiter der Abteilung Untersuchung bei der KVP und ab 30. April 1956 bei der NVA, zum Major ernannt, mit dem Aufbau militärischer Ermittlungsgruppen und der Militärstaatsanwaltschaft befasst. Zugleich hatte er von 1955 bis 1958 ein Fernstudium an der Deutschen Akademie für Staats- und Rechtswissenschaft „Walter Ulbricht“ absolviert. Mit der Dissertation Die Kriminalität in der Nationalen Volksarmee der Deutschen Demokratischen Republik: Ihre Ursachen und Bedingungen und die Mittel und Methoden zu ihrer Überwindung erfolgte 1961 die Promotion zum Doktor der Rechte (Dr. jur.) an der Humboldt-Universität zu Berlin. Von 1966 bis 1971 absolvierte er ein Fernstudium an der Parteihochschule Karl Marx der SED.
Im Juni 1962 endete Sarges Tätigkeit als Staatsanwalt, da er zum Vorsitzenden des Militärkollegiums beim Obersten Gericht der DDR berufen wurde.
Sarge hatte seit den 1960er Jahren beim Obersten Gericht der DDR verschiedene Posten inne. Zunächst war er von 1962 bis 1977 unter Beibehaltung seines militärischen Dienstgrades Vorsitzender des Militärkollegiums. Seit 1971 bekleidete er den Posten eines Vizepräsidenten. 1974 wurde er zum Generalmajor ernannt. Seit 1977 war Sarge Erster Vizepräsident des Gerichts. 1977 schied er aus der NVA aus. Am 17. Juni 1986 wurde er in der Nachfolge von Heinrich Toeplitz Präsident des Gerichts.
Von 1985 bis 1990 war Sarge Präsident der Vereinigung der Juristen der DDR.
Am 18. Januar 1990 kam Sarge der Einleitung eines Disziplinarverfahrens durch die noch von der SED dominierte Volkskammer mit dem Rücktritt von seinem Amt zuvor. Sie hatte ihm Verfahrensverschleppung bei der Rehabilitierung von in den 1950er und 1960er Jahren zu Unrecht Verurteilten und bei Ermittlungen gegen frühere Funktionäre von Partei und Staat wegen Korruption und Amtsmissbrauch vorgeworfen. Nach 1990 war Sarge noch eine Zeitlang als Rechtsanwalt in Berlin zugelassen. Im Jahr 1993 gehörte Sarge zu den Mitbegründern des Vereins Gesellschaft zur rechtlichen und humanitären Unterstützung e. V. In seinen Lebenserinnerungen schilderte Sarge im Jahr 2013 die Zeit in verschiedenen juristischen und militärischen Funktionen der DDR aus seiner persönlichen Sichtweise. In der FAZ wurde anschließend kritisiert, dass er in seinem Buch das Ende der DDR auf ein Zusammenspiel von „verräterischen sowjetischen Führern“ mit dem amerikanischen Präsidenten und der Kohl-Regierung, „jeweils flankiert von ihren Geheimdiensten“, zurückführe.
Sarge war von 1952 bis 2017 mit Edeltraud Sarge (1931–2017) verheiratet und lebte zuletzt als Rentner in Kagel.

## Mitgliedschaften
Sarge war seit 1946 Mitglied der Freien Deutschen Jugend und seit 1950 der SED.

## Auszeichnungen
- 1978 Vaterländischer Verdienstorden in Bronze
- 1980 Vaterländischer Verdienstorden in Silber
- 1988 Vaterländischer Verdienstorden in Gold

## Schriften
- Holzpantinen und Arabesken. 2. Auflage. Militärverlag der DDR, Berlin 1981.
- Volkseigentum – was es dich angeht. Staatsverlag der Deutschen Demokratischen Republik, Berlin 1982 (gemeinsam mit Herbert Pompoes).
- Im Dienste des Rechts: Der oberste Richter der DDR erinnert sich. Edition Ost, Berlin 2013, ISBN 978-3-360-01844-1.